# Cobra Command (videojuego de 1984)
Cobra Command, conocido en Japón como Thunder Storm ( サンダーストーム? ), es una videojuego - película interactiva, originalmente publicado por Data East en 1984 en formato LaserDisc, para Arcade.

## Argumento
Los terroristas están amenazando el mundo libre y han acumulado una fuerza diabólica. Sólo el valiente piloto del Comando Cobra puede vencer la amenaza terrorista y salvar al mundo de la destrucción total. El jugador asume el papel del piloto del helicóptero LX-3 Super Cobra.
Las misiones van a través de las calles de la ciudad de Nueva York, la Estatua de la Libertad , el Océano Atlántico , Italia , el Gran Cañón y el cuartel general del enemigo en la Isla de Pascua.

## Jugabilidad
La versión original de arcade es una película interactiva y videojuego de shooter, donde el jugador mira las escenas donde el helicóptero vuela por las zonas de conflicto. La pantalla del juego está representado por la cabina del helicóptero, y el jugador controla a una cruz que se puede mover para apuntar a las fuerzas enemigas. El juego cuenta con un joystick y dos botones: uno de ametralladora y uno de misiles . El juego se puede jugar de a 1 o 2 jugadores.
En ciertos momentos, la voz del piloto oficial al mando le ayuda al jugador a completar cada misión, para que dispare a las fuerzas enemigas y pueda esquivar tanto el fuego enemigo como el entorno natural, pulsando el joystick o pad direccional en la dirección correcta y en el momento adecuado que aparezca en pantalla.
Si el piloto comete un error, la secuencia de anime muestra al helicóptero Cobra explotar y el jugador pierde una vida. Si se pierden todas las vidas, la pantalla de "Game Over" muestra al helicóptero destruido y su piloto se presume murió en el accidente.

## Ports y juegos relacionados
Un port para Mega-CD de Comando Cobra fue desarrollado por Wolf Team y lanzado en 1992. Comando Cobra fue posteriormente reeditado en Japón para PlayStation y Sega Saturn en 1995, en una compilación de dos-en-uno con Road Blaster , otro juego FMV producido por el mismo equipo. Data East lanzó un segundo juego titulado Cobra Command en 1988. A diferencia de la versión 1984, el juego de arcade de 1988, es un shoot-'em-up de desplazamiento lateral. En noviembre de 2009, la compañía Revolutionary Concepts desarrolló y publicó una versión mejorada para iPhone OS del original de LaserDisc.
Yoshihisa Kishimoto, el director de Cobra Command, también dirigió las versiones de arcade de Double Dragon y Double Dragon II: The Revenge. El helicóptero de combate Comando Cobra hace un cameo en el interior del garaje Billy y Jimmy salieron de en la secuencia de apertura de Double Dragon II .

## Desarrollo y recepción
En lugar de ajustar un juego pobre, el creador de Kunio-kun y series como Double Dragon Yoshihisa Kishimoto diseñaron un juego completamente nuevo, Cobra Command, utilizando el hardware de Bega's Battle, de Data East. Por lo tanto, Bega's Battle se ha convertido en algo poco frecuente, incluso entre juegos del formato LaserDisc. Cobra Command fue desarrollado por Data East en cooperación con la empresa externa Toei Animation. Fue publicado por primera vez en Japón en 1984 como Thunder Storm, luego apareció más tarde (durante el mismo año) en América del Norte como Cobra Command. Como tal, es uno de los pocos juegos de películas interactivas de Data East.
Algunos de los ports de Cobra Command tienen críticas generalmente favorables por parte de los medios especializados.
En su lanzamiento, Famicom Tsushin puntuó la versión de Sega Saturn del juego en 25 de los 40 puntos, dando a la versión de PlayStation un 23 sobre 40.